# Alfadle ibne Sale

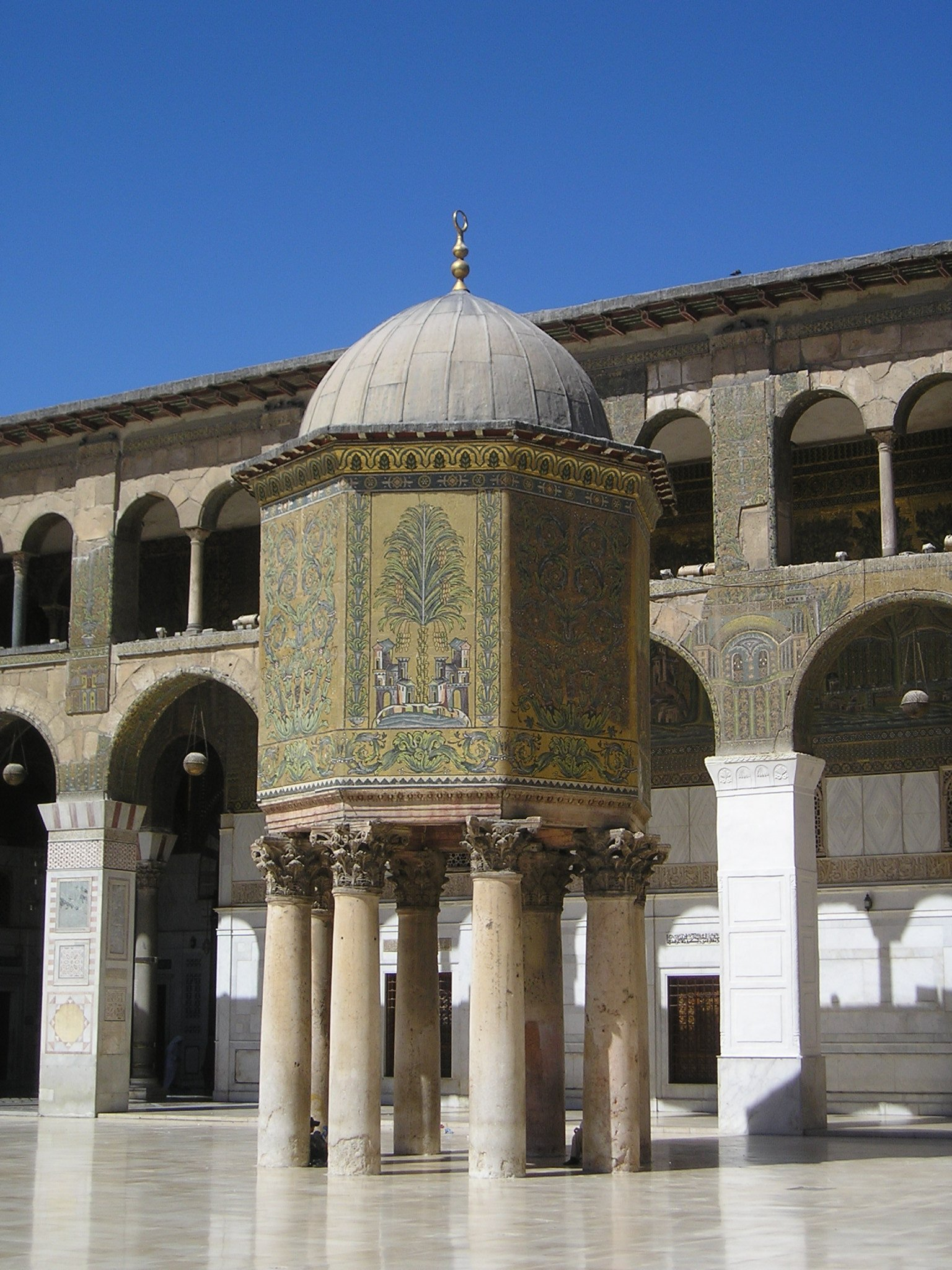
Domo do Tesouro em Damasco

Alfadle ibne Sale ibne Ali ibne Abedilá ibne Abas (em árabe: الفضل بن صالح بن علي بن عبد الله العباسي; romaniz.: Al-Fadl ibn Salih ibn Ali ibn Abdillah ibn Abbas; 740-789) foi um governador abássida de uma série de províncias diferentes na Síria durante o final do século VIII. Foi também governador do Egito por um breve período. Teve relações familiares com os califas abássidas e fez parte da tribo árabe dos salitas.

## Biografia
Em 755, Alfadle liderou a caravana de peregrinação destinada a Meca e Medina para o haje anual. Tornou-se governador do Junde de Damasco (cuja principal cidade era Damasco) em 766 e três anos depois adicionou o Junde de Quinacerim (cuja principal cidade era Alepo) aos seus domínios durante o reinado do califa Ismail Almançor. Em 775, foi nomeado governador da região da Jazira (Mesopotâmia Superior) ao norte de Damasco pelo califa Almadi. Ele mudou-se para a Jazira no mesmo ano. Alfadle retornou para Damasco após sua viagem para Jerusalém em 780 onde acompanhou Almadi como parte de sua comitiva. Foi por volta desta época que ele foi deposto como governador da Jazira e substituído por Abedal Samade ibne Ali.
Alfadle foi enviado junto dum grande exército para suprimir uma rebelião no Egito em 785. Após derrotar os rebeldes em Buvite, Almadi nomeou-o governador de Fostate no Egito. Ele estabeleceu os quarteis dos soldados e a mesquita congregacional de Alascar e durante seu mandato as cidades de Alascar e Fostate foram fundidas numa cidade maior. Seu governo apenas durou um ano e quanto Alhadi sucedeu seu pai como califa em 786, Alfadle foi removido de sua posição. Após seu retorno para a Síria em 789, substituiu as portas da Mesquita Omíada de Damasco e construiu o famoso Domo do Tesouro para abrigar os recursos da mesquita. Alfadle foi também responsável pela construir do Domo do Relógio, que foi construído em 780.